# 天乃忍
天乃 忍（あまの しのぶ、9月19日 - ）は、日本の漫画家。東京都出身。血液型はA型。
「そしてきみが笑うから」で第109回LMSベストルーキー賞受賞。「ラブチェイス!」で第26回アテナ新人大賞佳作受賞。2008年、『片恋トライアングル』で第33回アテナ新人大賞デビュー優秀者賞受賞。 以後、白泉社の漫画雑誌『LaLa』、『LaLa DX』で主に作品を発表している。

## 作品リスト

### 連載
- 片恋トライアングル（『LaLa DX』2008年 - 2009年）
- ラストゲーム（『LaLa』2011年9月号 - 2016年8月号[2]）
- 保健室の影山くん（『LaLa』2017年3月号[3] - 2019年）
- リバース×リバース（『LaLa』2019年7月号[4] - 2021年11月号[5]）
- 死に戻り令嬢のルチェッタ（『LaLa』2022年11月号[6] - ）

### 読み切り
- そしてきみが笑うから（『LaLaDX』2001年3月号） - 第109回LMSベストルーキー賞。
- ラブチェイス！（『LaLaDX』2002年3月号） - 第26回アテナ新人大賞佳作受賞。
- スマイル・まじっく（『LaLa』2002年6月号）
- ひだまりの庭（『LaLaDX』2002年7月号） - 『ラストゲーム』1巻に併録。
- ハニマニゴー!（『LaLaDX』2002年11月号）
- 二週間（『LaLaDX』2003年1月号）
- ハッピーカルテット（『LaLaDX』2003年3月号、LaLaDX 2003年5月号）
- 夏おくり 君おくり（『LaLaDX』2003年7月号）
- ミナミくんの憂鬱（『LaLaDX』2003年9月号）
- きみと、しあわせ。（『LaLaDX』2003年11月号） - 『ラストゲーム』1巻に併録。
- ビター×スイート×チョコレート（『LaLaDX』2004年3月号）
- 天然色プリンセス（『LaLaDX』2004年9月号）
- 秋色 君色（『LaLaDX』2004年11月号） - 『夏のかけら』に収録。
- くらくら×方程式（『LaLaDX』2005年3月号、LaLaDX 2005年7月号）
- 春待ち草子（『LaLaDX』2005年5月号） - 『夏のかけら』に収録。
- 夏のかけら（『LaLaスペシャル』2006年8月号） - 『夏のかけら』に収録。
- 鈴鳴荘へようこそ（『LaLaDX』2006年11月号）
- 雪のかけら（『LaLaDX』2007年1月号） - 『夏のかけら』に収録。
- 恋のかけら（『LaLaDX』2007年5月号） - 『夏のかけら』に収録。
- シークレットガーデン（『LaLaスペシャル』2007年8月号） - 『片恋トライアングル』1巻に併録。
- 坊ちゃまと家庭教師（『LaLaDX』2008年5月号）
- つきいろ絵巻（『LaLaDX』2010年3月号）
- 砂の国の千一夜（『LaLaスペシャル』2010年6月号）
- 渡会くん家の妖怪さん（『LaLaDX』2010年11月号）
- お月様におねがい（『LaLaDX』2011年1月号）
- にんこい（『LaLa』2011年3月号） - 『ラストゲーム』4巻に併録。
- わすれ雪（『白LaLa』2011年） - 『ラストゲーム』2巻に併録。
- 泥濘のミネルバ（『LaLaDX』2022年3月号[7]）

### 書籍
- 『片恋トライアングル』、白泉社〈花とゆめコミックス〉2009年、全2巻
- 『夏のかけら』白泉社〈花とゆめコミックス〉2010年3月5日発売[8]、ISBN 978-4-592-18485-0
- 『ラストゲーム』、白泉社〈花とゆめコミックス〉2012年 - 2016年、全11巻
- 『保健室の影山くん』、白泉社〈花とゆめコミックス〉2017年 - 2019年、全4巻
- 『リバース×リバース』、白泉社〈花とゆめコミックス〉2020年 - 2021年、全4巻
- 『死に戻り令嬢のルチェッタ』、白泉社〈花とゆめコミックス〉2023年[9] - 、既刊4巻（2025年3月5日現在）

## 関連人物
緑川ゆき
天乃は緑川の原稿を手伝った経験がある。